# 孔目江国家湿地公园

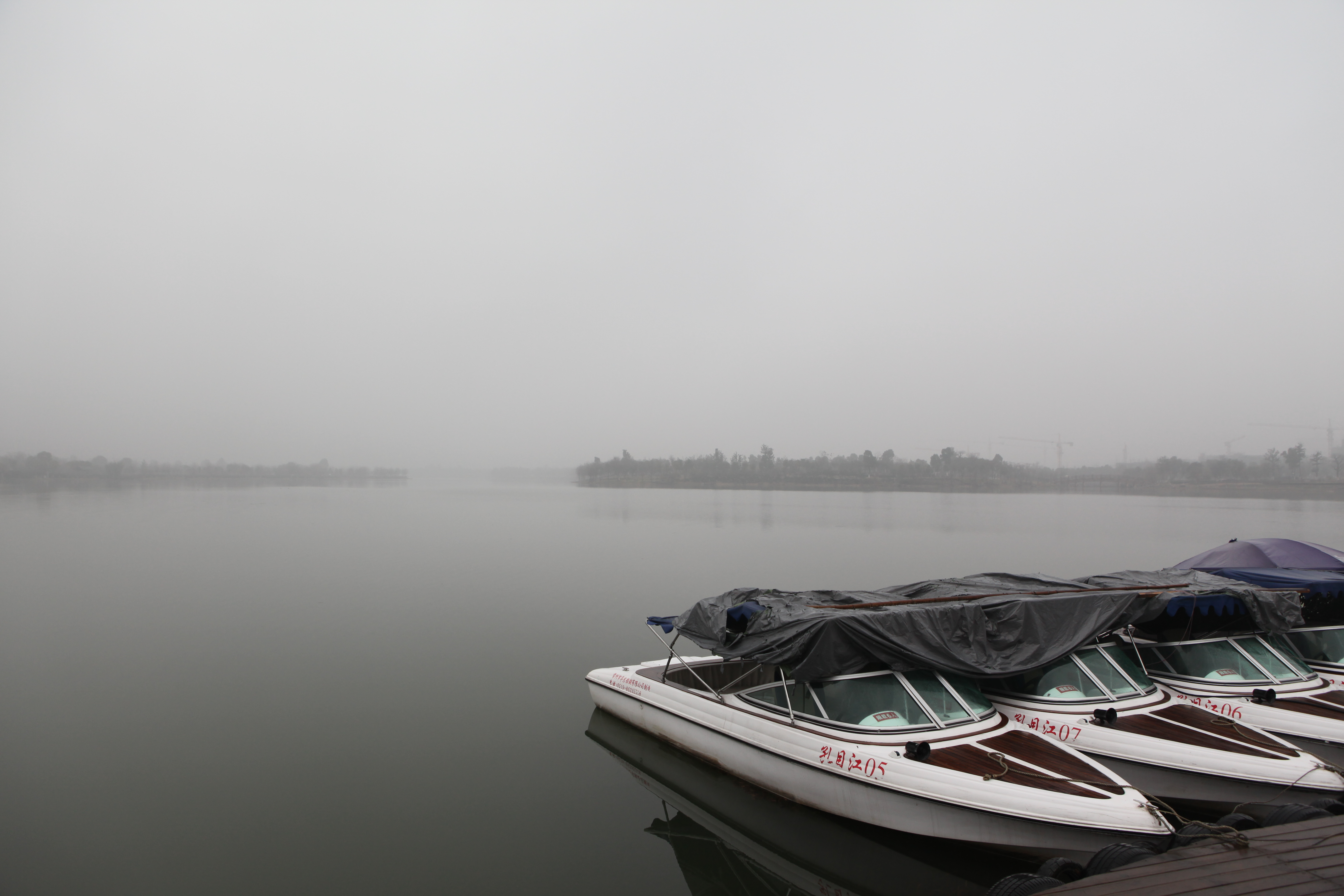
孔目江湿地公园

孔目江国家湿地公园是江西省第一个国家湿地公园，位于江西省新余市袁水的支流孔目江畔，有河滩湿地8000余亩，水田湿地3000~4000余亩，由河流、湖泊、库塘、泉眼和水田构成的复合湿地生态系统，是中国南方乡村湿地组合的代表和乡村湿地文化的典型。